# Mamillariella
Mamillariella là một chi rêu trong họ Leskeaceae.